# Оружие массового поражения Болгарии
Болгария обладала оружием  массового поражения, в первую очередь химическим оружием. Производство химического оружия было сосредоточено в городке Смядово Шуменской области. По состоянию на 2016 год у Болгарии нет оружия массового поражения.

## Ракетные вооружения
Болгарская Народная Республика располагала значительным ракетным арсеналом, включавшим в себя 67 баллистических ракет и 35 пусковых установок Р-17, 50 ракет и 28 пусковых установок Луна-М и 24 ракеты и 8 пусковых установок «Ока».  Поскольку Советский Союз планировал быстро развернуть собственное ядерное оружие в Болгарии в случае войны, ракеты не были оснащены боеголовками. Первая ракетная бригада была создана в 1961 году.
Комплексы «Ока» несли обычные боеголовки, но обладали возможностью установки ядерных боеголовок. В 1991 году были демонтированы пусковые установки и оборудование ядерных ракет. В 1994 году страна закупила у России 46 обычных боеголовок для Р-17.  Все имеющиеся комплексы Р-17, Луна-М и «Ока» были уничтожены в 2002 году. В настоящее время Болгария обладает дюжиной пусковых установок типа «Точка», но информация о точном количестве имеющихся ракет засекречена. Все они вооружены обычными боеголовками по 160 килограмм каждая.

## Химическое оружие
Информация о химическом оружии Болгарии скудна. Единственный известный объект по производству химического оружия находится недалеко от городка Смядово в Шуменской области, там сейчас производятся химические вещества для гражданских целей. Страна ратифицировала Конвенцию о запрещении химического оружия в 1994 году и избавилась от своего химического оружия к 2000 году.

## Биологическое оружие
Болгария подписала и ратифицировала Конвенцию о биологическом оружии.

## Ядерное оружие
Болгария никогда не разрабатывала ядерное оружие, хотя договоры с Советским Союзом гарантировали размещение советских боеголовок на территории Болгарии в случае войны с НАТО. Ракеты «Ока», размещённые в БНР, были способны нести ядерное оружие.  В середине 1990-х годов журналист Горан Готев исследовал показания анонимного капитана Советской Армии, опубликованные в газете «Комсомольская правда». Капитан подробно описал предполагаемый советско-болгарский ядерный объект, на котором размещалось 70 боеголовок для тактических ракет. Он состоял из «четырёх трёхэтажных жилых домов, казарм, столовой, спортивной площадки, клуба, магазина и площади» и насчитывал 130 военнослужащих. Подразделение было расформировано в 1989 году, боеголовки были оперативно отправлены на Украину, а всё оборудование, форма и фотографии, находившиеся на объекте, были уничтожены. Другой представитель российской армии позже опроверг эту версию. Однако в 1980-х годах четыре военнослужащих болгарских ВВС прошли обучение в Советском Союзе по бомбометанию ядерного оружия с самолётов МиГ-23БН.
В 2001 году МИД Болгарии отрицал наличие ядерного оружия в Болгарии.
У страны есть потенциал для реализации военной ядерной программы. Болгария обладает атомной электростанцией близ города Козлодуй с собственным хранилищем плутония. В Софии действует ядерная исследовательская установка с реактором бассейнового типа мощностью 200 кВт. Реактор установки производит ядерные материалы, которые хранятся недалеко от Нови-Хана.
В рамках усилий по борьбе с распространением ядерного оружия служба ядерной безопасности Организации Объединённых Наций помогла Болгарии избавиться от высокообогащенного урана, хранящегося на остановленном исследовательском реакторе в Софии. По данным Международного агентства по атомной энергии, уран, обогащенный на 36% и представленный в виде свежего топлива, был перевезён по воздуху в Россию в декабре 2003 года. Инспекторы Агентства контролировали и проверяли упаковку топлива, которое, по заявлению России, будет переработано в низкообогащённый уран.
В апреле 2018 года появилась информация о желании Турции вывести ядерное оружие США с территории страны. После официальных заявлений НАТО о желании расширить военное присутствие США в Европе, стало известно, что Болгария может стать новым местом размещения ядерного оружия, вывезенного из Турции.